# 그랑테스트
그랑테스트(프랑스어: Grand Est)는 프랑스 북동부에 위치한 레지옹으로 중심 도시는 스트라스부르이며 면적은 57,433km2, 인구는 5,552,388명(2013년 기준)이다. 서쪽으로는 오드프랑스와 일드프랑스, 남쪽으로는 부르고뉴프랑슈콩테와 접하며 남동쪽으로는 스위스, 동쪽으로는 독일, 북쪽으로는 벨기에, 룩셈부르크와 국경을 접한다. 10개 주(마른주, 모젤주, 뫼르트에모젤주, 뫼즈주, 바랭주, 보주주, 아르덴주, 오랭주, 오브주, 오트마른주)를 관할한다.
2016년 1월 1일을 기해 시행된 레지옹 개편에 따라 알자스와 샹파뉴아르덴, 로렌이 합병되면서 신설되었다. 신설 당시에는 알자스샹파뉴아르덴로렌이라는 이름을 사용했다.  알자스샹파뉴아르덴로렌 레지옹 의회는 2016년 4월 29일에 열린 회의에서 레지옹의 최종 이름을 '그랑테스트'(Grand Est, "범동부권"이란 뜻)로 결정했다.

## 역사

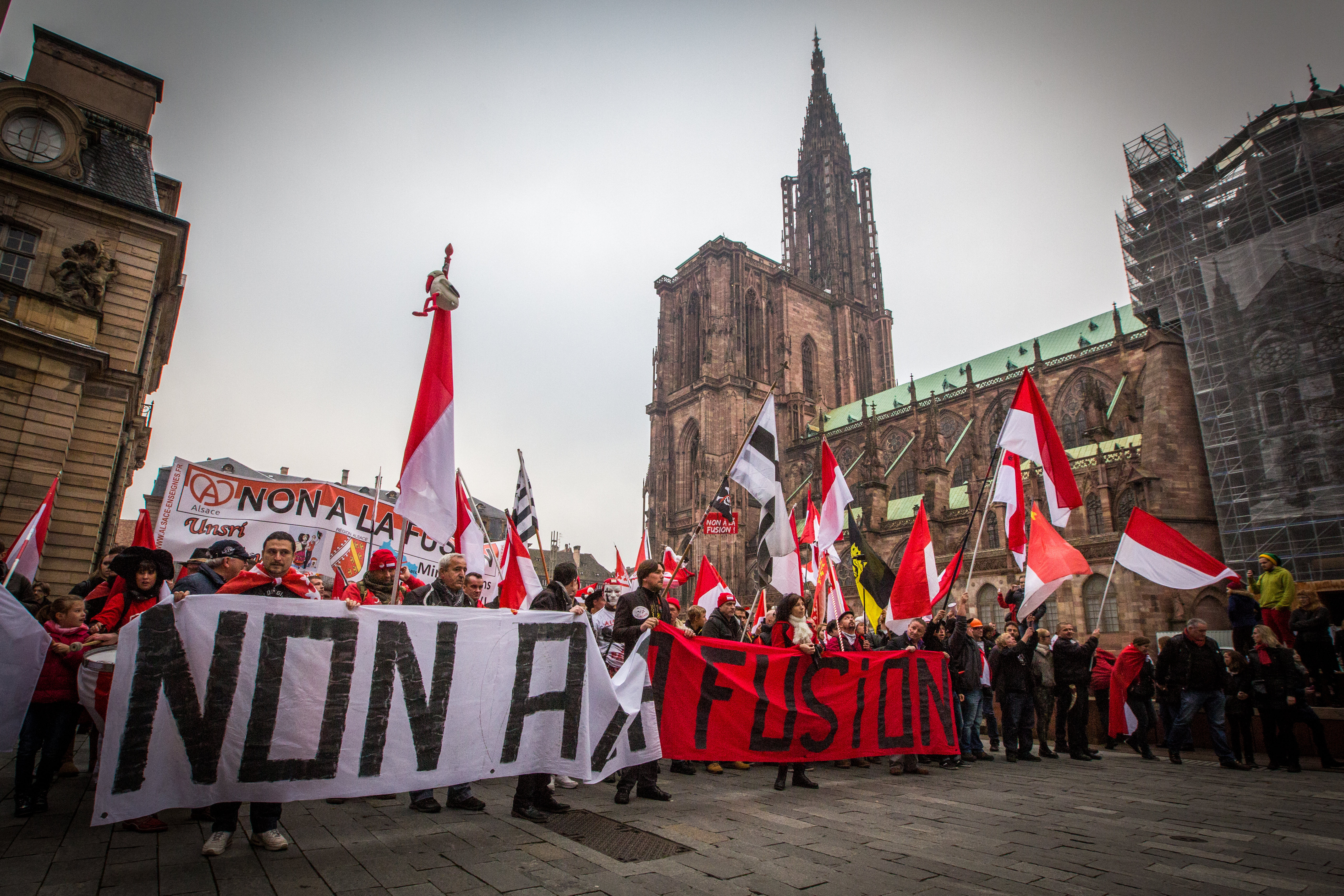
2014년 스트라스부르에서 열린 알자스 독립운동 시위. '통합은 거절' (Non a la fusion)이란 구호를 내걸었다.

그랑데스트는 2014년 프랑스 의회에서 프랑스 본토의 레지옹을 기존 22개에서 13개로 통합하는 행정구역 개편법을 통과시키면서 출범하였다. 이에 따라 기존에는 개별적인 레지옹으로 존재하던 알자스, 샹파뉴아르덴, 로렌 레지옹이 하나의 레지옹으로 통합되는 입장에 놓였다.
그러나 출범 당시부터 지금까지 통합에 반대하는 여론이 있어왔는데, 특히 알자스 지역 주민들과 지역단체의 반발이 심했다. 이는 알자스의 독립을 주도하는 지역정당의 움직임과도 맞물려 있기도 하다. 행정구역 개편법에는 신설 레지옹의 경우 레지옹 의회 소재지를 새로 지정토록 하였으나 그랑데스트 의회는 지역민심 달래기 차원에서 특별히 알자스의 중심도시인 스트라스부르에 소재토록 지정해 놓았다.
그럼에도 알자스인들 사이에서는 신설 레지옹의 출범에 대해 부정적인 입장을 감추지 않고 있어, 프랑스 정부는 바랭주와 오랭주를 통합해 알자스 유럽공동체라는 특별주를 신설하여 2021년 1월부로 출범시키는 등의 노력을 이어가고 있다.

## 명칭

공식 로고

그랑데스트 출범 직후 붙여진 임시 명칭은 '알자스샹파뉴아르덴로렌'(프랑스어: Alsace-Champagne-Ardenne-Lorraine)으로, 알자스, 샹파뉴아르덴, 로렌의 세 레지옹을 알파벳 순서대로 나열해 하이픈으로 붙여 쓴 이름이었다. 이런 식의 명명법은 행정구역 개편법에 의거한 것으로, 노르망디를 제외한 모든 통합 대상 레지옹에 적용되었다. 알자스샹파뉴아르덴로렌의 알파벳 약자는 줄여서 ACAL이 되는데, 구 알자스와 로렌 지방에서는 이 순서를 바꿔 '알자스로렌샹파뉴아르덴', 줄여서 ALCA라고 부르기도 하였다.
새 지역명 후보군 가운데 적잖은 지지를 얻었던 것은 다음과 같았다.
- 그랑데스트 프랑세 (Grand Est français) - 프랑스 대동부권이란 뜻으로, 프랑스 본토의 북동부 권역을 가리키는 지리 용어다. 가장 많이 거론된 동시에 각 여론조사에서도 상위권에 올랐다. 다만 그랑데스트 프랑세라는 표현 자체는 지금의 알자스-샹파뉴아르덴-로렌 세 지역보다는 넓은 범위를 포괄하는 말이었다.
- 그랑데스트 외로프 (Grand Est Europe) - 유럽 대동부권이란 뜻으로, 대표 도시 중 하나인 스트라스부르에 유럽 연합 대표기관들이 다수 소재해 있으며 이른바 유럽 연합의 수도 중 하나로 칭해진다는 점이 근거로 작용하였다. 위 명칭에서 유럽이라는 말로 살짝 바꾼 명칭이다.[8] 그러나 프랑스 지역명보다는 동유럽을 연상시킨다는 점 때문에 외면받았다.[9]
- 오스트라지 (Austrasie) - 아우스트라시아란 뜻으로, 중세시대 프랑크 왕국 시절 지금의 프랑스 북동부, 베네룩스 3국, 독일 북서부를 아우르는 지역을 일컫는 역사적 명칭이다.[10][11]
- 카트르 프롱티에르 (Quatre frontières) - '네 개의 국경'이란 뜻으로 스위스, 벨기에, 룩셈부르크, 독일의 4국과 국경을 맞대고 있다는 이유에서 제시된 명칭이다.[10]

2014년 프랑스 3에서 샹파뉴아르덴 주민 4,701명을 대상으로 한 신명칭 후보 설문조사 결과 전체 25개 후보군 중에서 '그랑데스트' (Grand Est)가 29.16%, '오스트라지' (Austrasie)가 22.65%를 차지해 나란히 1, 2위를 다퉜다. 다음달 레스트 레퓌블리캥이 실시한 설문조사에서도 전체 3,324표 중에서 '그랑데스트'가 42% 득표율을 차지한 바 있다.
2015년 12월 지방선거로 출범한 알자스샹파뉴아르덴로렌 지역의회는 레지옹의 새 명칭 결정 문제를 심의, 2016년 7월 1일 프랑스 행정법 최고입법부인 국참사원의 승인을 받았다. 이에 따라 임시명칭은 2016년 9월 30일부로 폐지되고 새 명칭인 '그랑데스트'로 바꿔 쓰기 시작하였다.
그랑데스트라는 명칭은 다른 레지옹 중 하나인 오드프랑스와 마찬가지로 해당 지역의 역사나 고유명사를 반영하지 않은 대신 프랑스 국토 내에서의 지리적 위치를 드러내는 명칭이었다.

## 지리

그랑데스트의 10개 데파르트망 지역도. 검은선은 오늘날의 행정구역도이며, 각 색깔은 프랑스에서 대혁명 이전까지 사용되던 프로뱅스 지역을 나타낸다.
샹파뉴
로렌
알자스
바르 공작령
트루아에베세 (삼주교령)
자르베르덴 백국
잘름잘름 공국
부르군트 자유백국
리에주 주교령
룩셈부르크 공국
그 외 도시

그랑데스트의 면적은 총 57,433km2로 프랑스에서 여섯번째로 큰 레지옹이다. 그랑데스트는 북쪽으로 벨기에 왈롱, 룩셈부르크 에슈쉬르알제트 주와 레미히 주, 복동쪽에서 동쪽으로 독일 바덴뷔르템베르크주·라인란트팔츠주·자를란트주, 남동쪽으로 스위스의 바젤란트주, 바젤슈타트주, 쥐라주, 졸로투른주와 접한다. 이 때문에 두 개 이상의 국가와 국경을 맞대고 있는 유일한 레지옹이기도 하다. 남쪽으로는 부르고뉴프랑슈콩테, 서쪽으로는 일드프랑스, 북서쪽으로는 오드프랑스와 접한다.
그랑데스트 내에는 두 개의 큰 산맥이 뻗어 있는데 동쪽으로 보주산맥, 북쪽으로 아르덴산맥과 접한다. 동쪽방면에는 유럽의 대표 강인 라인강이 흐르며 이는 곧 독일과의 국경이기도 하다. 그밖에는 뫼즈강, 모젤강, 마른강, 손강 등이 레지옹 내에 흐른다. 유명한 호수로는 제라르메르 호, 롱주메르 호, 르투른메르 호, 코르보 호, 부제 호, 마딘 호, 피에르페르세 호 등이 있다.
그랑데스트의 기후는 기본적으로 바다와 가깝냐에 따라 다르다. 예를 들어 샹파뉴와 서부 로렌 지역은 서안 해양성 기후 (Cfb)로 온화한 겨울과 따뜻한 여름을 보인다. 그러나 국경지대인 아르덴, 모젤, 알자스 일대는 습윤 대륙성 기후 (Dfb)에서 해양성 기후에 해당되어 추운 겨울과 더운 여름을 보인다. 이런 지역은 겨울에는 영하로 떨어지고, 여름에는 32도 이상 치솟는 기온을 보이기도 한다.
그랑데스트는 총 10개의 데파르트망 (주)가 설치되어 있으며 그 목록은 다음과 같다.
- 아르덴주
- 오브주
- 바랭주
- 마른주
- 오트마른주
- 오랭주
- 뫼르트에모젤주
- 뫼즈주
- 모젤주
- 보주주

## 같이 보기
- 알자스
- 로렌
- 샹파뉴
- 아르덴
- 샹파뉴아르덴
- 프랑스의 레지옹